# Carl Emil Christiansen
Carl Emil Christiansen (Esbjerg, 31 dicembre 1937 – Esbjerg, 15 gennaio 2018) è stato un calciatore danese, di ruolo attaccante.

## Carriera

### Nazionale
L'8 dicembre del 1962 esordisce contro Malta, realizzando anche una rete nel 1-3 finale.

## Palmarès

### Club
- Campionato danese: 3

Esbjerg: 1962, 1963, 1965
- Coppa di Danimarca: 1

Esbjerg: 1963-1964

### Individuale
- Capocannoniere del campionato danese: 1

1962 (24 gol)